# Ad-Dawadimi
Ad-Dawadimi (arab. الدوادمي) – miasto w środkowej Arabii Saudyjskiej, w prowincji Rijad. Według spisu ludności na rok 2010 liczyło 61 834 mieszkańców.